# سفارة إستونيا في المملكة المتحدة
سفارة إستونيا في المملكة المتحدة هي أرفع تمثيل دبلوماسي لدولة إستونيا لدى المملكة المتحدة. تقع السفارة في لندن وهي تهدف لتعزيز المصالح الإستونية في المملكة المتحدة.

## وصلات خارجية
- قائمة سفارات إستونيا
- قائمة السفارات في المملكة المتحدة